# Culture de Narva
 (mai 2011).
Si vous disposez d'ouvrages ou d'articles de référence ou si vous connaissez des sites web de qualité traitant du thème abordé ici, merci de compléter l'article en donnant les références utiles à sa vérifiabilité et en les liant à la section « Notes et références ».
Objets typiques
Poterie
La culture de Narva (d'environ 5400 à 2000 av. J.-C.) est une culture archéologique qui s'est développée dans les pays baltes (Estonie, Lettonie, Lituanie), l'oblast de Kaliningrad (autrefois Prusse orientale), et la partie adjacente de la Pologne et de la Russie.
Tirant son nom du fleuve Narva, en Estonie, elle dure pendant l'ensemble du Néolithique européen jusqu'à l'Âge du bronze ancien. Toutefois, elle est caractérisée par un outillage en pierre taillée, et un mode de vie de chasseurs-cueilleurs semi-sédentaires en forêts.
Les vases de Narva en céramique sont similaires à ceux de la culture de la céramique au peigne. Il s'agit d'une des plus anciennes cultures à céramique d'Europe du Nord, dont l'origine ne semble pas dériver des styles de poterie accompagnant l'arrivée de l'agriculture en Europe comme la culture rubanée.

## Chronologie
La culture de Narva succède à la culture de Kunda. Sa phase ancienne est contemporaine de la culture de la céramique au peigne, située plus au nord et à l'est, sa phase moyenne est contemporaine de la culture des vases à entonnoir, située plus au sud, et sa phase récente est contemporaine de la culture de la céramique cordée et de la culture des amphores globulaires. 
Périodes définies à partir de plusieurs échantillons par la méthode de datation par le carbone 14, après calibration :
| Période  | Début (av. J.-C.) | Fin (av. J.-C.) |
| -------- | ----------------- | --------------- |
| ancienne | 5500 à 5300       | 4400 à 4200     |
| moyenne  | 4400 à 4200       | 3100 à 2900     |
| tardive  | 3100 à 2900       | 2000            |

## Subdivisions
On reconnait deux variantes distinctes, l'une au nord-est, et l'autre au sud-ouest, cette dernière montrant une influence de la culture des vases à entonnoir, puis de la culture de la céramique cordée et, enfin, des éléments provenant de la culture des amphores globulaires. La variante nord-est semble être restée plus constante, donnant l'impression d'être autochtone.

## Culture matérielle

### Poterie et sédentarisation
Dès la phase la plus ancienne, on note l'abondance de poteries et l'absence de nomadisme, les narviens vivant dans les mêmes zones d'habitation pendant de longues périodes, alors que les gens étaient principalement pêcheurs, chasseurs et cueilleurs. Il n'y a pas de trace d'agriculture et les méthodes d’élevage n'ont été adoptées que plus tard, à partir de la période moyenne. Il s'agit clairement d'une culture de chasseurs-cueilleurs. Néanmoins les publications archéologiques soviétiques puis russes parlent de « culture néolithique » à cause de la présence de poterie et de la quasi-sédentarisation des populations. On trouve pourtant des populations sédentarisées et / ou de la poterie avant le Néolithique dans plusieurs régions du monde. Les habitations sont construites au bord de lacs et de rivières en rapport avec la pêche et la collecte de coquillages, prouvée par la présence d'amas coquilliers. La poterie partage des similitudes avec la culture de la céramique au peigne, contemporaine et située plus au nord, mais présente des caractéristiques spécifiques.

### Matières premières et commerce
Les gens de la culture Narva avaient peu accès au silex. On retrouve ainsi très peu de pointes de flèche en silex et ces dernières étaient souvent réutilisées. La culture de Narva s’appuie plutôt sur des matériaux locaux : os, corne, schiste. L'utilisation intensive d'os et de cornes est l'une des caractéristiques principales de la culture de Narva. Les outils en os, continuation de la culture de Kunda, fournissent la meilleure preuve de la continuité de la culture de Narva tout au long de la période du Néolithique européen. 
Comme preuve du commerce, les chercheurs ont trouvé des morceaux de silex rose des collines de Valdaï et de nombreuses poteries typiques de Narva sur le territoire de la culture Néman (en), bien qu'aucun objet de la culture Néman n'ait été trouvé à Narva. La culture de Narva a également utilisé et échangé de l'ambre, des centaines d'objets ayant été trouvés à Juodkrantė, sur l'isthme de Courlande.

### Traces de pratiques sociales
L'un des artéfacts les plus célèbres est une canne de cérémonie sculptée dans une corne représentant une tête d'élan femelle trouvée à Šventoji.
Les gens étaient enterrés sur le dos avec peu d'objets funéraires.